# Anthidiini
Anthidiini (лат.) — триба пчёл из подсемейства Megachilinae, насчитывающая около 40 родов и более 650 видов.

## Описание
Триба объединяет наибольшее число родов в подсемействе Megachilinae. В ней встречаются как гнездостроящие пчёлы, так и клептопаразитические виды, которые не строят своих гнёзд, а откладывают свои яйца в ячейки гнездостроящих видов (род Stelis).

## Классификация
Ранее Anthidiini рассматривались в качестве отдельного подсемейства Anthidiinae (Megachilidae).
Роды трибы:
- Acedanthidium Michener, 2000
- Afranthidium Michener, 1948 — 4 европейских вида
- Afrostelis Cockerell, 1931
- Anthidiellum Cockerell, 1904 — 2 европейских вида, 7 китайских[10][11]
- Anthidioma Pasteels, 1984
- Anthidium Fabricius, 1804 — 30 европейских видов
- Anthodioctes Holmberg, 1903
- Apianthidium Pasteels, 1969
- Aspidosmia Brauns, 1926
- Austrostelis Michener et Griswold, 1994
- Aztecanthidium Michener et Ordway, 1964
- Bathanthidium Mavromoustakis, 1953[12][13]
- Benanthis Pasteels, 1969
- Cyphanthidium Pasteels, 1969
- Dianthidium Cockerell, 1900
- Duckeanthidium Moure et Hurd, 1960
- Eoanthidium Popov, 1950 — 1 европейский вид
- Epanthidium Moure, 1947
- Euaspis Gerstaecker, 1857
- Gnathanthidium Pasteels, 1969
- Hoplostelis Dominique, 1898
- Hypanthidiodes Moure, 1947
- Hypanthidium Cockerell, 1904
- Icteranthidium Michener, 1948
- Indanthidium Michener et Griswold, 1994 — 5 европейских видов
- Larinostelis Michener et Griswold, 1994
- Melostelis Urban, 2011[14]
- Neanthidium Pasteels, 1969
- Notanthidium Isensee, 1927
- Pachyanthidium Friese, 1905
- Paranthidium Cockerell et Cockerell, 1901
- Plesianthidium Cameron, 1905
- Pseudoanthidium Friese, 1898
- Rhodanthidium Insensee, 1927 — 9 европейских видов
- Serapista Cockerell, 1904
- Stelis Panzer, 1806 — 23 европейских видов
- Trachusa Panzer, 1805 — 5 европейских видов
- Trachusoides Michener et Griswold, 1994
- Xenostelis Baker, 1999